# Euglena
Euglena es un género de protistas unicelulares (algas o protozoarios, dependiendo si se habla de ella desde la botánica o la zoología) perteneciente al grupo de los Euglénidos, que puede contener numerosos cloroplastos en forma de lente o aplanados, cada uno con un pirenoide. Poseen un orgánulo simple sensible a la luz denominado mancha ocular, compuesto por fotorreceptores y una mancha adyacente de pigmento. Los organismos que se someten a la oscuridad por cierto tiempo pierden los cloroplastos y se alimentan únicamente de manera heterótrofa, es decir, englobando partículas u otros organismos. Si llegan a recuperar la radiación lumínica pueden volver a sintetizar cloroplastos. Es decir, son autótrofas fotosintéticas pero en condiciones de ausencia de luz de  son heterótrofas, ingiriendo el alimento presente en el agua circundante.
Euglena es una fuente potencial de biocombustible. En 2015, la empresa Euglena produjo un biocombustible para autobús con euglena.

## Características

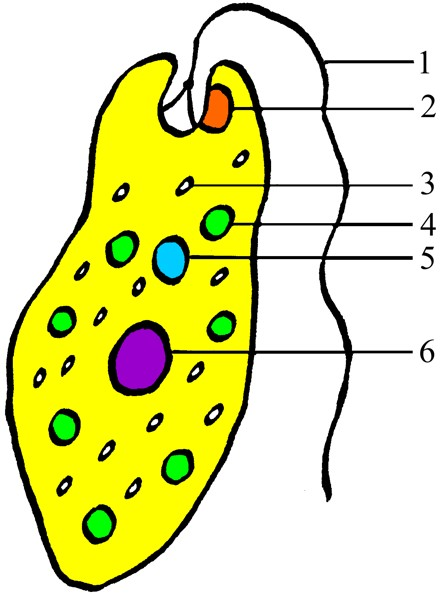
Euglena
(1) Flagelo
(2) Mancha ocular (estigma)
(3) Paramilo
(4) Cloroplasto
(5) Vacuola
(6) Núcleo celular

Euglena es una eucariota unicelular, con un núcleo, con cloroplastos y con movilidad. En agua se mueve con ayuda de dos flagelos (uno de los cuales es corto e inactivo), mientras que sobre las superficies se mueve cambiando de forma con ayuda de una capa proteica flexible o más o menos rígida que posee por debajo de la membrana plasmática (la película), movimiento que se llama traslación ondulante (véase vídeo). Posee de uno a numerosos cloroplastos, que solo pueden realizar fotosíntesis si disponen de un nutriente esencial como la vitamina B12. Pueden perder los cloroplastos por intoxicaciones químicas o por no estar expuestos a la luz durante mucho tiempo, cuando esto ocurre, se alimentan de forma heterótrofa.
Como todos los euglenoides verdes, se movilizan hacia la luz cuando esta escasea, y se alejan de ella cuando es muy intensa. Esto lo logran mediante un fotorreceptor ubicado en la base del flagelo y dos estructuras pigmentadas llamadas estigmas ubicadas alrededor del fotorreceptor. Los estigmas se acomodan de forma que el fotorreceptor, al recibir la señal lumínica, emite a su vez una señal al flagelo, que se ubica de forma que el organismo nade en relación con la dirección y la intensidad de luz. Con respecto al almacenamiento de sustancias de reserva, lo hacen en forma de paramilo, un polisacárido inusual que se encuentra casi exclusivamente en el grupo de los euglenoideos. La vacuola de Euglena, como la de otros organismos flagelados de agua dulce, es contráctil, recoge el exceso de agua del interior de la célula y lo expulsa en una abertura, el reservorio, ubicado en el extremo anterior de la célula.

## Morfología
Del reservorio con mastigonemas en una fila, con un engrosamiento en el extremo proximal. También puede aparecer un flagelo corto que se fusiona con la base del flagelo largo.
El núcleo es grande, siendo la división nuclear interna, sin rotura de la envoltura nuclear (mitosis cerrada), los microtúbulos se forman dentro del núcleo, aun cuando no se forma un típico huso acromático.
Presenta una invaginación anterior (bolsa flagelar), donde se insertan los flagelos. Asociado al mastigonema se observa la mancha ocular que actúa como un tamiz de la luz, antes de llegar a la protuberancia flagelar. Una gran vacuola descarga su contenido la bolsa flagelar. Carecen de cubierta rígida exterior compuesta por celulosa, por lo cual poseen una película flexible dentro de la membrana celular hecha de tiras de proteínas.
Presentan un estigma o mancha ocular con luteína, β-caroteno y criptoxantina localizados en varias vesículas membranosas próximas al margen del reservorio.

## Biología
Existe reproducción asexual mediante la fisión binaria longitudinal de las células. No se conocen procesos de reproducción sexual en los euglénidos.

## Clasificación

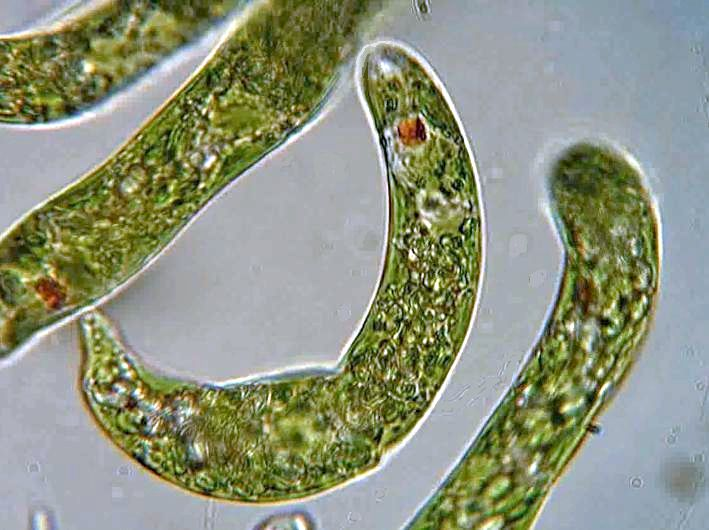
Euglena, su mancha ocular de color rojizo le permite percibir la intensidad y dirección de la luz.

Euglena pertenece a un grupo más grande de protistas, los euglenoideos, con una variedad de nichos ecológicos y modos de nutrición. Aproximadamente un tercio de las especies de euglenoideos poseen cloroplastos. Los cloroplastos de estos euglenoideos poseen tres membranas y sus pigmentos fotosintéticos son clorofilas a y b. Se considera que adquirieron sus cloroplastos cuando un ancestro del grupo de los Excavata adquirió un alga verde por endosimbiosis secundaria, perdiendo luego la mayoría de los elementos de este alga, quedando solo el cloroplasto y una de las membranas de la fagocitosis.